# Conimitella williamsii
Conimitella williamsii är en stenbräckeväxtart som först beskrevs av D.C. Eat., och fick sitt nu gällande namn av Per Axel Rydberg. Conimitella williamsii ingår i släktet Conimitella och familjen stenbräckeväxter. Inga underarter finns listade i Catalogue of Life.